# شوكولاتة بيضاء
الشوكولاته البيضاء من الحلويات المشتقة من الشوكولاته . وتتكون عادة من مواد صلبة وزبدة الكاكاو والسكر والحليب والملح وتتميز بمظهرها الأصفر الشاحب أو العاجي. إن درجة انصهار زبدة الكاكاو مرتفعة بما فيه الكفاية للحفاظ على الشوكولاته البيضاء صلبة في درجة حرارة الغرفة، وفي نفس الوقت منخفض لتسمح للشوكولاته البيضاء أن تذوب في الفم.

## التركيب واللوائح
الشوكولاته البيضاء مشتقه من الشوكولاته لأنها لاتحتوي على المواد الصلبة (المكون الأساس المغذي لشراب الشوكولا). أثناء عملية التصنيع، يتم فصل المواد الصلبة الداكنة اللون من حبة الكاكاو عن محتواها الدهني (كما هو الحال مع الشوكولاته بالحليب والشوكولاته الشبه حلوه والشوكولاته الغامقة ) وعلى عكس الشوكولاتة التقليدية فإننا لا نعيد دمج المادة الصلبة للكاكاو في وقت لاحق . ونتيجة لذلك ,فإن الشوكولاته البيضاء لا تحتوي على الخصائص المضادة للأكسدة أو العديد من المكونات التي تميز الشوكولاته، مثل الثيامين والريبوفلافين والثيوبرومين والفينيليثايلامين والسيروتونين وكثيرا من الأجبان. غالبا يتم تطهير وتزكية مذاق زبدة الكاكاو لإزالة مذاقها القوي والغير مرغوب فيه والذي سيؤثر سلبا على نكهة المنتج النهائي.
على الرغم من أنه يتم تصنيع الشوكولاته البيضاء بنفس الطريقة التي تصنع بها الشوكولاته بالحليب والشوكولاته الغامقة إلا أنها تفتقر إلى المادة الصلبة للكاكاو . فبعض الأطباق التي يمكننا الخلط بينها وبين الشوكولاته البيضاء (المعروفة باسم الطلاء الحجلواني، وطلاء الصيف، أو العلامة التجارية الموند بارك) مصنوعة من الدهون النباتية أو الحيوانية الصلبة أو المهدرجة غير المكلفة.وعلى هذا النحو، فإنها ليست كلها مشتقة من الكاكاو. قد تكون هذه الأطباق في الواقع بيضاء على عكس اللون العاجي للشوكولاته البيضاء ,ولكنها تفتقر لنكهة زبدة الكاكاو.
هناك لوائح تحكم ما يمكن تسويقه باعتباره «شوكولاته بيضاء» ففي الولايات المتحدة الأمريكية وبدءا من عام 2004، نصت اللوائح على أن الشوكولاته البيضاء يجب أن تحتوي ( بالوزن ) على ما لا يقل عن 20 % من زبدة الكاكاو، و14% إجمالي المواد الصلبة للحليب و3,5 دسم الحليب، وليس أكثر من 55% من السكر أو المحليات الأخرى. فقبل هذا التاريخ، كانت الشركات في الولايات تحتاج إلى تصريح تسويق مؤقت يسمح لبيع الشوكولاته البيضاء. وقد اعتمد الاتحاد الأوروبي نفس المعايير، إلا أنه لا يوجد حد على السكر أو المحليات.

## الخصائص النفسانية
بما أن الشوكولاته البيضاء لا يوجد بها المواد الصلبة للكاكاو، فإنها تحتوي فقط على كميات ضئيلة من المنشطات الثيوبرمين والكافيين، والتي تكون موجودة في الأنواع الأخرى من الشوكولاتة .